# Gele bitterzoetaardvlo
De gele bitterzoetaardvlo of aardappelaardvlo (Psylliodes affinis) is een keversoort uit de familie bladkevers (Chrysomelidae), die tot de tribus Alticini behoort. De wetenschappelijke naam van de soort werd in 1799 gepubliceerd door Gustaf von Paykull. De soort komt van nature voor in het Palearctisch gebied en is verder verspreid naar Canada en de Verenigde Staten.

## Beschrijving
De kever is 2-3 mm lang. De dekschilden zijn strogeel met een bruine lijn aan de rand waar de dekschilden elkaar raken en vaak een driehoekige donkere zone onderaan het scutellum. De kop is zwart of donkerbruin. Het halsschild is oranje of roodachtig.  De lichtbruine antennen bestaan uit tien leden, die naar de top donkerder worden. De poten zijn lichtbruin tot geel, maar de sterk ontwikkelde dijen van de achterste poten zijn zwart. Dankzij een veermechanisme (de "metafemorale veer") in deze dijen kunnen de kevers, typisch voor de meeste aardvlooien wegspringen bij gevaar. De witachtige larve is 5 mm lang en heeft een bruine kop.

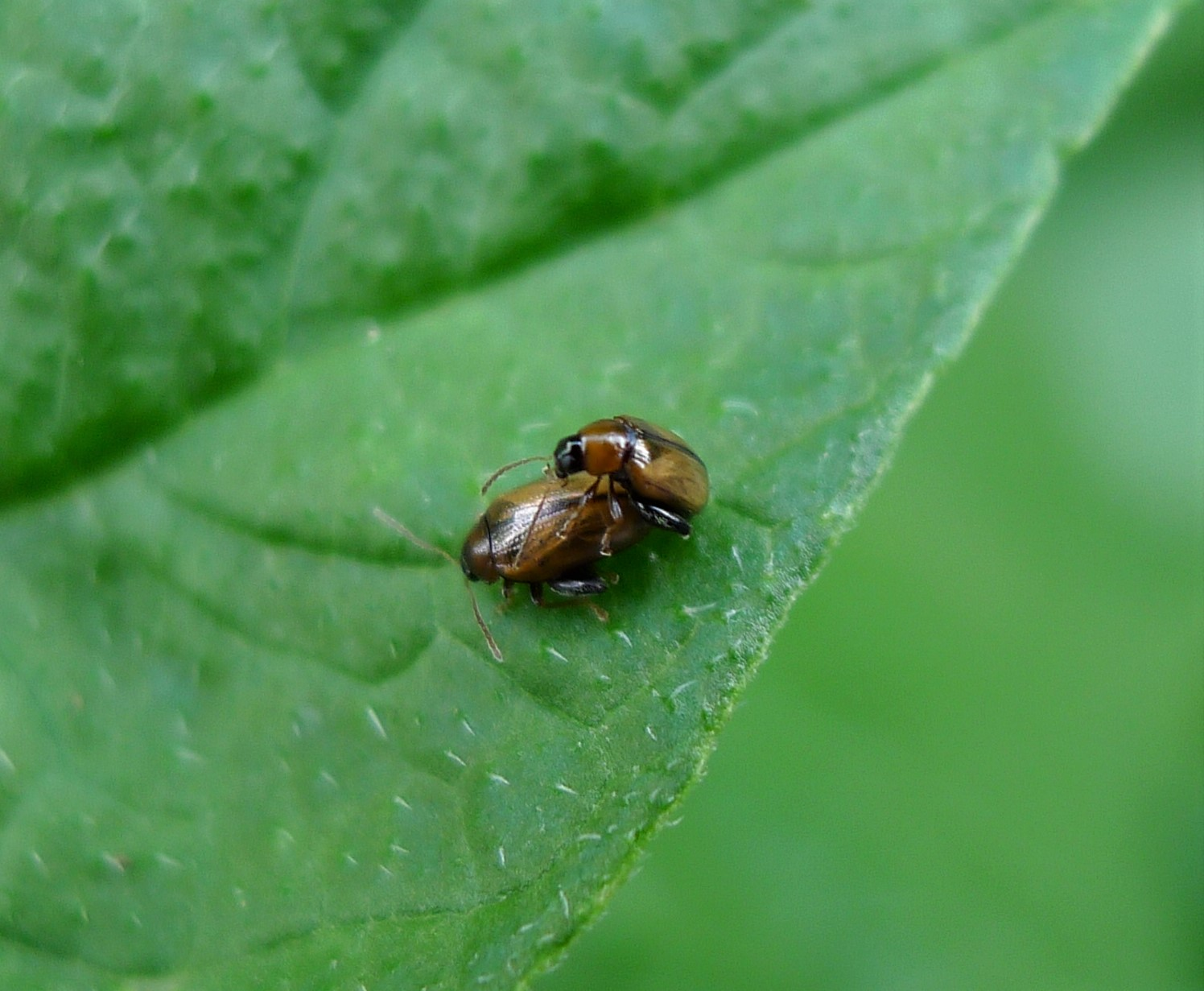
Parende kevers

## Levenswijze
Er is één generatie per jaar. De kever overwintert in graspollen en onder strooisel. In april en mei komen de kevers uit de winterrust. Na paring leggen de vrouwtjes de eieren vanaf de lente tot in de zomer in kleine hoopjes in de grond rond de waardplanten. Na ongeveer een week komen de larven uit de eieren en voeden zich met de wortels van de waardplant. Na een maand verpoppen de larven in de grond. De kevers komen in juli en augustus uit de poppen. Ze vreten 1-2 mm grote gaten in de bladeren van de waardplant. In september en oktober gaan ze in winterrust. De larven en poppen kunnen soms ook overwinteren.

## Waardplanten
De waardplanten zijn soorten uit de nachtschadefamilie, zoals bitterzoet,  aardappel, tomaat, doornappel, zwarte nachtschade, wolfskers en bilzekruid.